# Saint-Pierre (Martinica)

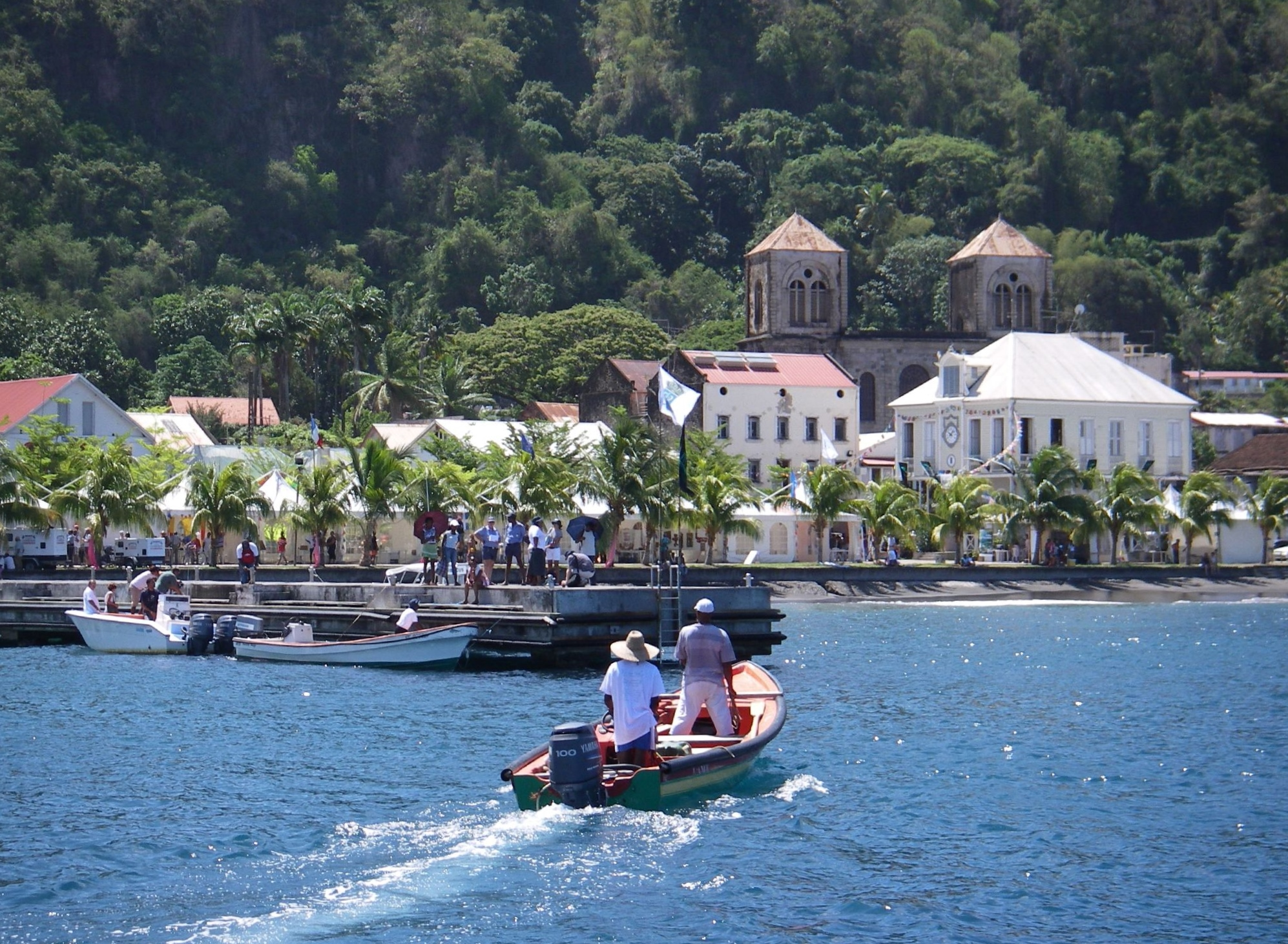

Saint-Pierre foi a principal cidade do departamento ultramarino francês Martinica, nas Caraíbas. Foi fundada em 1635 por Pierre Belain d'Esnambuc. Embora nunca tendo sido a capital oficial da Martinica, era a cidade de principal importância económica até à sua destruição num fluxo piroclástico decorrente da erupção do Monte Pelée em 8 de Maio de 1902. A cidade foi reconstruída após a erupção mas nunca reganhou a importância económica anterior, nem a população.